# Симетричний водневий зв'язок
Симетри́чний водне́вий зв'язо́к — особливий випадок водневого зв'язку, при якому протон знаходиться рівно посередині між двома електронегативними атомами. Є дуже сильним, порівняним за силою з ковалентним. Спостерігається у фазі води високого тиску (Ice X), в ряді безводних кислот в твердому стані. Ймовірно існує в іоні HF—
2 [F—H—F]—.
Існування симетричного водневого зв'язку піддається сумнівам через порушення правила заповнення s-орбіталі атома водню (при цьому він взаємодіє одночасно з 4-ма електронами).